# Mycterella jovis
Mycterella jovis är en tvåvingeart som beskrevs av Kertesz 1912. Mycterella jovis ingår i släktet Mycterella och familjen lövflugor. Inga underarter finns listade i Catalogue of Life.